# كالكوليت لينكس
كالكوليت لينكس (بالإنجليزية: Calculate Linux)‏ هو توزيعة لينكس محسّنة للنشر السريع في بيئة الشركات. وهو يعتمد على مشروع جنتو ويتضمن العديد من الوظائف سابقة التكوين.
حساب لينكس موزعة بخمس نكهات: كالكوليت لينكس المكتبي (CLD) ، كالكوليت خادم الدليل (CDS) ، كالكوليت لينكس سكراتش (CLS) ، كالكوليت خادم الخدش (CSS) وكالكوليت حاسب لينوكس (CLC). 4
الأقراص المضغوطة القابلة للتشغيل المباشر متوفرة لجميع الإصدارات. يمكن استخدامها لتثبيت Calculate Linux على محرك أقراص ثابت أو محرك أقراص USB محمول.

## المميزات
نظام التشغيل Linux الذي يتميز بنموذج الإصدار المتداول للتحديثات الثنائية، ومع ذلك، فإنه يظل متوافقًا مع حزم Gentoo المصدر عبر Portage . ويتميز ببرنامج تثبيت رسومية مخصص يسمح للمستخدم بتهيئة العديد من الخيارات أثناء التثبيت بما في ذلك تفضيل بلس أوديو أو ALSA للصوت. ويمكن تثبيته على USB فلاش أو USB-HDD مع EXT4 ، ext3 و ، الملفات ext2 ، استعادة ReiserFS ، Btrfs ، XFS ، JFS ، nilfs2 أو FAT32 . يسمح لك نظام البناء التفاعلي بتغيير التوزيع وإنشاء صور ISO جديدة.

## إصدارات
- كالكوليت سطح المكتب لينكس KDE / Xfce / MATE / Cinnamon هو سطح مكتب يعتمد على KDE أو Xfce أو MATE أو Cinnamon ، ويقصد به العميل / محطة العمل. ميزات التثبيت السريع، تحديثات النظام سهلة والقدرة على تخزين حسابات المستخدمين على الخادم.
- حساب خادم الدليل يمكن أن يكون بمثابة وحدة تحكم المجال ويمكن تكوين سامبا ، البريد ، XMPP ، خدمات الوكيل باستخدام أوامر يونكس بسيطة مثل توفير حزمة فائدة 3 حساب.
- حساب Linux Scratch مخصص في المقام الأول للمسؤولين والمستخدمين، الذين يرغبون في الحصول على توزيعة لينكس خاصة بهم في حالات محددة. باستخدام CLS ، يمكنك إنشاء وسائط تثبيت liveCD أو USB-Flash مع أي مجموعة من البرامج التي تحتاج إليها.
- كالكوليت خادم Scratch ، وهو خادم صغير يحتوي فقط على Linux Kernel و Calculate Utilities.
- حساب حاوية لينكس، يتم إنشاؤه خصيصا ليتم تثبيته في حاوية LXC / LXD.

| الإصدار | يوم الاصدار    | إصدار النواة |
| ------- | -------------- | ------------ |
| 9.5     | 29 أبريل 2009  |              |
| 9.6     | 28 مايو 2009   |              |
| 9.7     | 26 سبتمبر 2009 |              |
| 9.9     | 29 سبتمبر 2009 |              |
| 10.0    | 4 ديسمبر 2009  |              |
| 10.2    | 12 يناير 2010  | 2.6.32.8     |
| 10.4    | 8 أبريل 2010   | 2.6.32.11    |
| 10.9    | 8 أكتوبر 2010  | 2.6.35.5     |
| 11.0    | 21 يناير 2011  | 2.6.36.3     |
| 11.3    | 12 مارس 2011   | 2.6.36.3     |
| 11.6    | 30 يونيو 2011  | 2.6.38.8     |
| 11.6.1  | 24 يوليو 2011  | 2.6.38.8     |
| 11.9    | 1 أكتوبر 2011  | 3.0.4        |
| 11.15   | 14 مارس 2012   | 3.2.8        |
| 12.0    | 28 يوليو 2012  | 3.4.5        |
| 12.0.2  | 17 أغسطس 2012  | 3.4.5        |
| 13      | 28 ديسمبر 2012 | 3.6.7        |
| 13.4    | 21 أبريل 2013  | 3.8.4        |
| 13.6    | 22 يونيو 2013  | 3.9.6        |
| 13.11   | 23 نوفمبر 2013 | 3.10.19      |
| 13.11.1 | 5 مارس 2014    | 3.12         |
| 13.19   | 2 يوليو 2014   | 3.14.9       |
| 14      | 5 سبتمبر 2014  | 3.14.17      |
| 14.12   | 17 ديسمبر 2014 | 3.14.25      |
| 14.12.1 | 31 ديسمبر 2014 | 3.14.27      |
| 14.16   | 21 أبريل 2015  | 3.18.11      |
| 14.16.2 | 5 يونيو 2015   | 3.18.14      |
| 15      | 30 سبتمبر 2015 | 3.18.20      |
| 15.12   | 31 ديسمبر 2015 | 4.2.8        |
| 15.17   | 20 مايو 2016   | 4.4.9        |
| 17      | 30 ديسمبر 2016 |              |
| 17.6    | 1 يوليو، 2017  |              |
| 17.12   | 30 ديسمبر 2017 | 4.14         |
| 17.12.2 | 22 فبراير 2018 | 4.14.19      |
| 18      | 7 أكتوبر 2018  | 4.18.12      |

## روابط خارجية
الموقع الرسمي